# 潭山镇
潭山镇，是中华人民共和国江西省宜春市宜丰县下辖的一个乡镇级行政单位。2021年11月19日，将古阳寨、岗东、狮子岗、九岭、岗北、汉塘、找桥7个村民委员会划归新设立的黄垦镇管辖。

## 行政区划
潭山镇下辖以下地区：
潭山集镇社区、潭山村、伏溪村、坪上村、上山田村、龙岗村、店上村、茜槽村、中兴村、石桥村、汉塘村、找桥村、逍遥村、院前村、羊源村、碓下村和潭农公司生活区。